# Shelley Olds
Shelley Olds (nascida em 30 de setembro de 1980) é uma ciclista norte-americana que competiu no ciclismo nos Jogos Olímpicos de Verão de 2012, representando os Estados Unidos.